# Чибриж
Чибри́ж — річка в Чернігівській області. Ліва притока Смячу. 
Довжина річки — 18 кілометрів. 
На Чибрижі розташовано три населені пункти — місто Городня та села Хрипівка і Півнівщина. На річці розташована одна гребля. 
За легендою, колись Чибриж був судноплавним, але зараз це маленька мілка річка, хоча в окремих місцях трапляються ями глибиною до 4 метрів. 
Живлення — підземне, дощове, навесні снігове. Вода середньої прозорості, восени світлішає. 